# 14 august
ianuarie • februarie • martie  • aprilie  • mai  • iunie  • iulie  • august  • septembrie  • octombrie  • noiembrie  • decembrie
14 august este a 226-a zi a calendarului gregorian și a 227-a zi în anii bisecți. Mai sunt 139 de zile până la sfârșitul anului.

## Evenimente

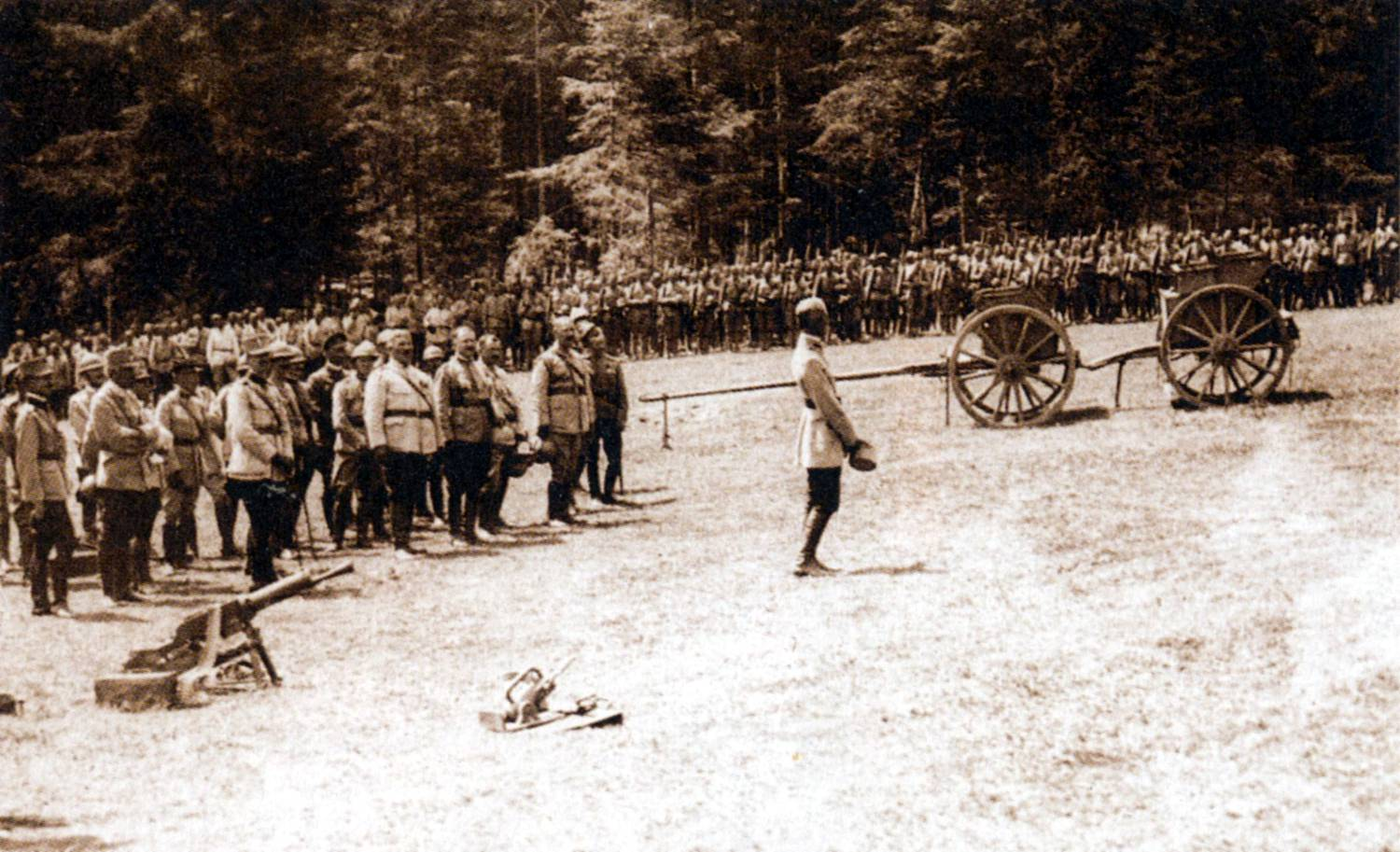
1916: România a declarat război Austro-Ungariei, intrând în Primul Război Mondial, de partea Antantei. În fotografie sediul Marelui Cartier General de la Periș, 1916.

- 29 î.Hr.: Octavianus Augustus obține cel de-al doilea din trei triumfuri consecutive la Roma pentru a sărbători victoria asupra triburilor dalmațiene.[1]
- 0410: Alaric I, rege vizigot, a ocupat Roma care va fi jefuită timp de trei zile.
- 1040: Regele Duncan I este ucis în luptă de trupele vărului său primar Macbeth. Acesta din urmă îl succede ca rege al Scoției.[2]
- 1089: Împăratul Henric al IV-lea se căsătorește cu Adelaide de Kiev, fiica marelui voievod Vsevolod I al Kievului.
- 1433: Eduard devine rege al Portugaliei după moartea tatălui său, regele Ioan I.
- 1880: Se finalizează construcția Catedralei din Köln, cel mai cunoscut reper din Köln, Germania.
- 1893: Franța devine prima țară care introduce numere de înmatriculare auto.[3]
- 1914: Mina de diamante The Big Hole de la Kimberley, Africa de Sud se închide. Din 1871, aici s-au excavat 22,5 milioane de tone de pământ și s-au obținut 2722 kg de diamante.
- 1914: Primul Război Mondial: Începe Bătălia din Lorena, o ofensivă franceză nereușită, destinată să recupereze provincia Mosela de la Germania.[4]
- 1916: (14/27 august) România a declarat război Austro-Ungariei, intrând în Primul Război Mondial, de partea Antantei.
- 1917: China declară război Germaniei.
- 1941: Al Doilea Război Mondial: Se semnează Carta Atlanticului, un document prin care Anglia și SUA și-au declarat țelurile politice comune.[5] URSS a aderat la principiile cartei în septembrie 1941.
- 1945: Philippe Pétain, șeful regimului de la Vichy, este condamnat de un tribunal francez la moarte prin împușcare. Charles de Gaulle îi va comuta sentința la închisoare pe viață, datorită vârstei înaintate și a meritelor din timpul Primului Război Mondial.
- 1947: S-a realizat împărțirea Indiei, prin constituirea Pakistanului independent, stat cu majoritate musulmană.[6]
- 1980: Lech Wałęsa conduce greva de la șantierul naval din Gdańsk, Polonia.[7]
- 1994: Teroristul internațional Ilich Ramírez Sánchez, cunoscut sub numele de Carlos, este arestat în Sudan și extrădat în Franța.[8]
- 2000: Țarul Nicolae al II-lea și câțiva membri ai familiei imperiale, asasinați în anul 1918 de către bolșevici, sunt canonizați de către sinodul Bisericii Ortodoxe Ruse.
- 2003: O pană de curent paralizează nord-estul Statelor Unite și părți ale Canadei. Aproximativ 50 de milioane de oameni nu au electricitate.
- 2015: Ambasada SUA la Havana, Cuba se redeschide după 54 de ani de pauză în relațiile diplomatice bilaterale.

## Nașteri
- 1530: Giovanni Battista Benedetti, matematician, fizician și filozof italian (d. 1590)
- 1642: Cosimo al III-lea de' Medici, Mare Duce de Toscana (d. 1723)
- 1687: Johan Willem Friso, Prinț de Orania (d. 1711)

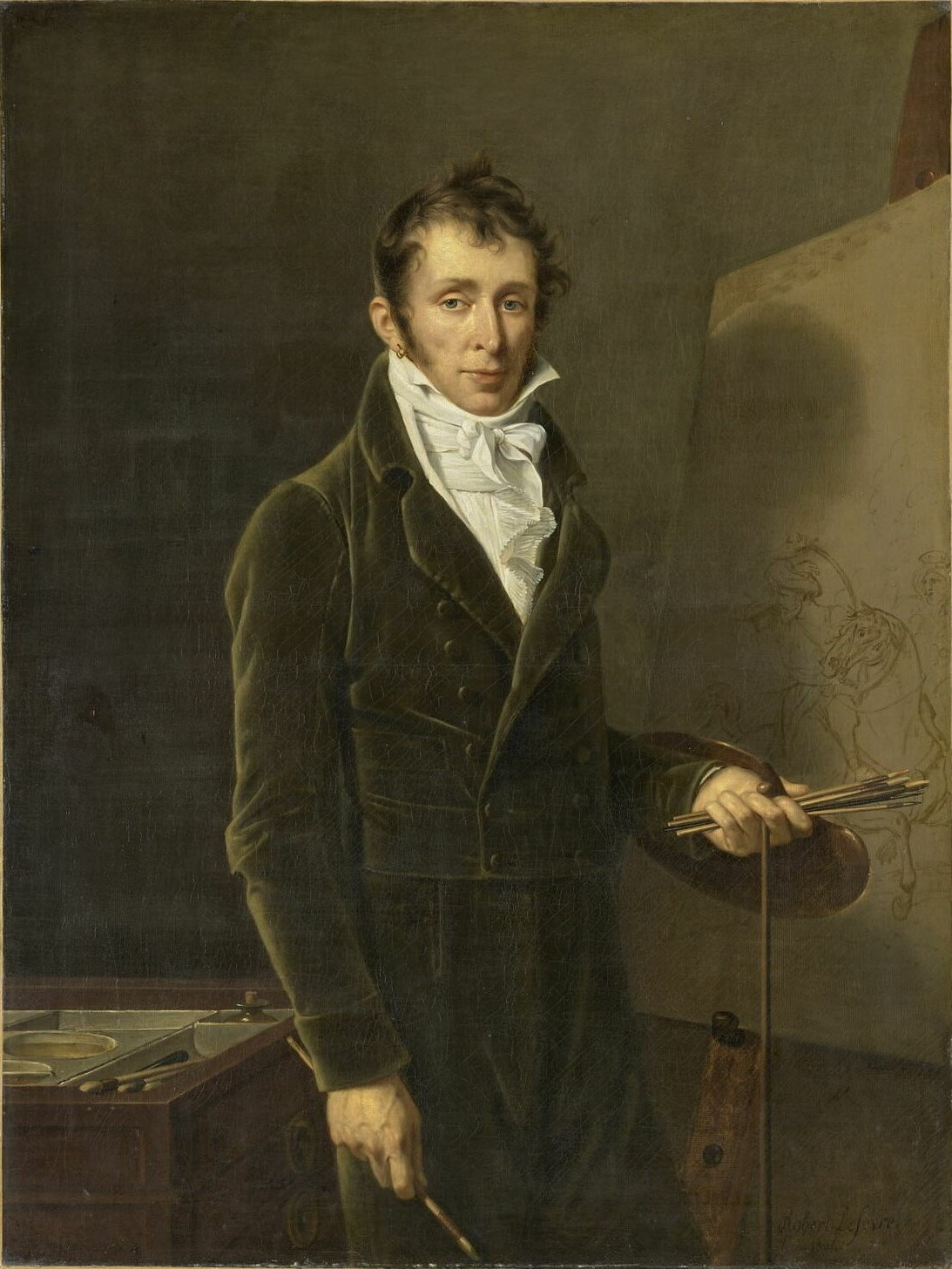
Carle Vernet, pictor francez
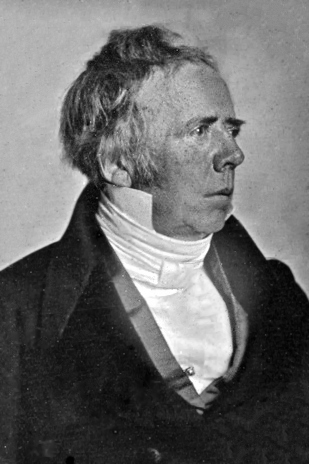
Hans Christian Ørsted, fizician și chimist danez
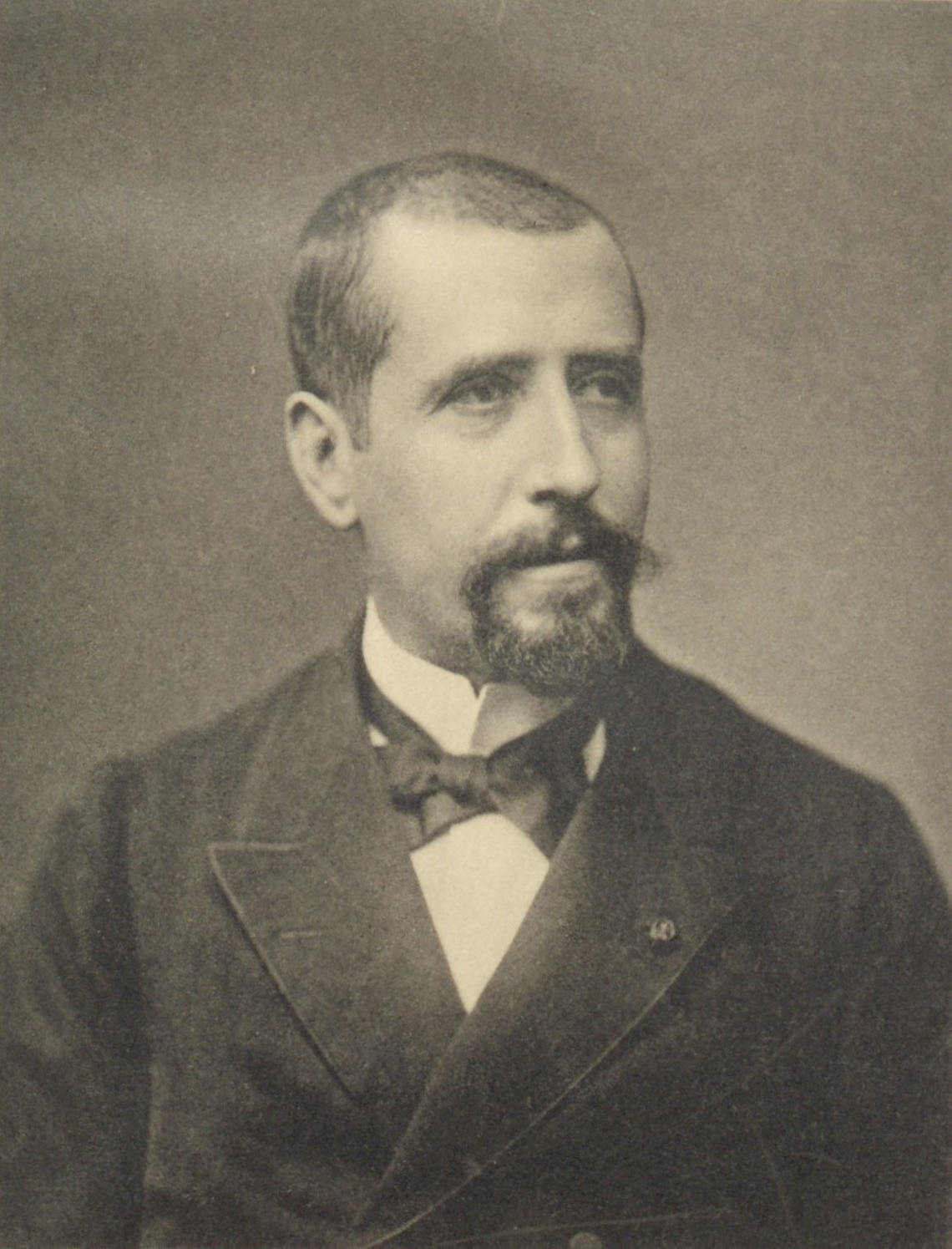
Jean Gaston Darboux, matematician francez

- 1688: Frederic Wilhelm I al Prusiei (d. 1740)
- 1692: Frederic Anton, Prinț de Schwarzburg-Rudolstadt (d. 1744)
- 1714: Claude Joseph Vernet, pictor francez (d. 1789)
- 1727: Prințesa Louise-Élisabeth a Franței, primul copil al regelui Ludovic al XV-lea al Franței (d. 1759)
- 1742: Papa Pius al VII-lea (d. 1823)
- 1756: Olof Åhlström, compozitor suedez  (d. 1835)
- 1758: Carle Vernet, pictor francez (d. 1835)
- 1777: Francisc I al celor Două Sicilii (d. 1830)
- 1777: Hans Christian Ørsted, fizician și chimist danez (d. 1851)
- 1818: François d'Orléans, prinț de Joinville, fiul cel mic al regelui Ludovic-Filip al Franței (d. 1900)
- 1840: Richard von Krafft-Ebing, psihiatru german-austriac (d. 1902)
- 1842: Jean Gaston Darboux, matematician francez (d. 1917)

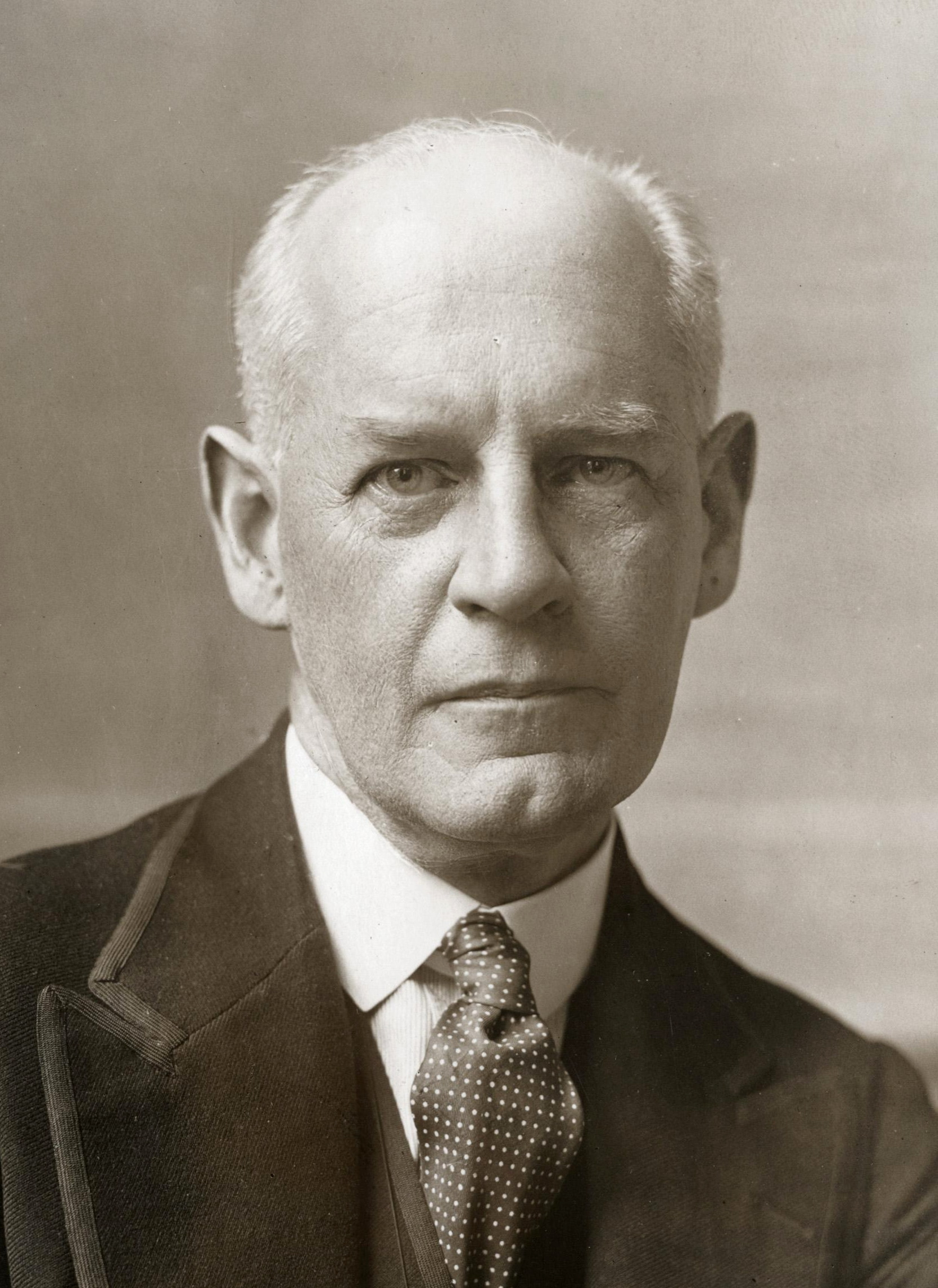
John Galsworthy, scriitor britanic, laureat Nobel
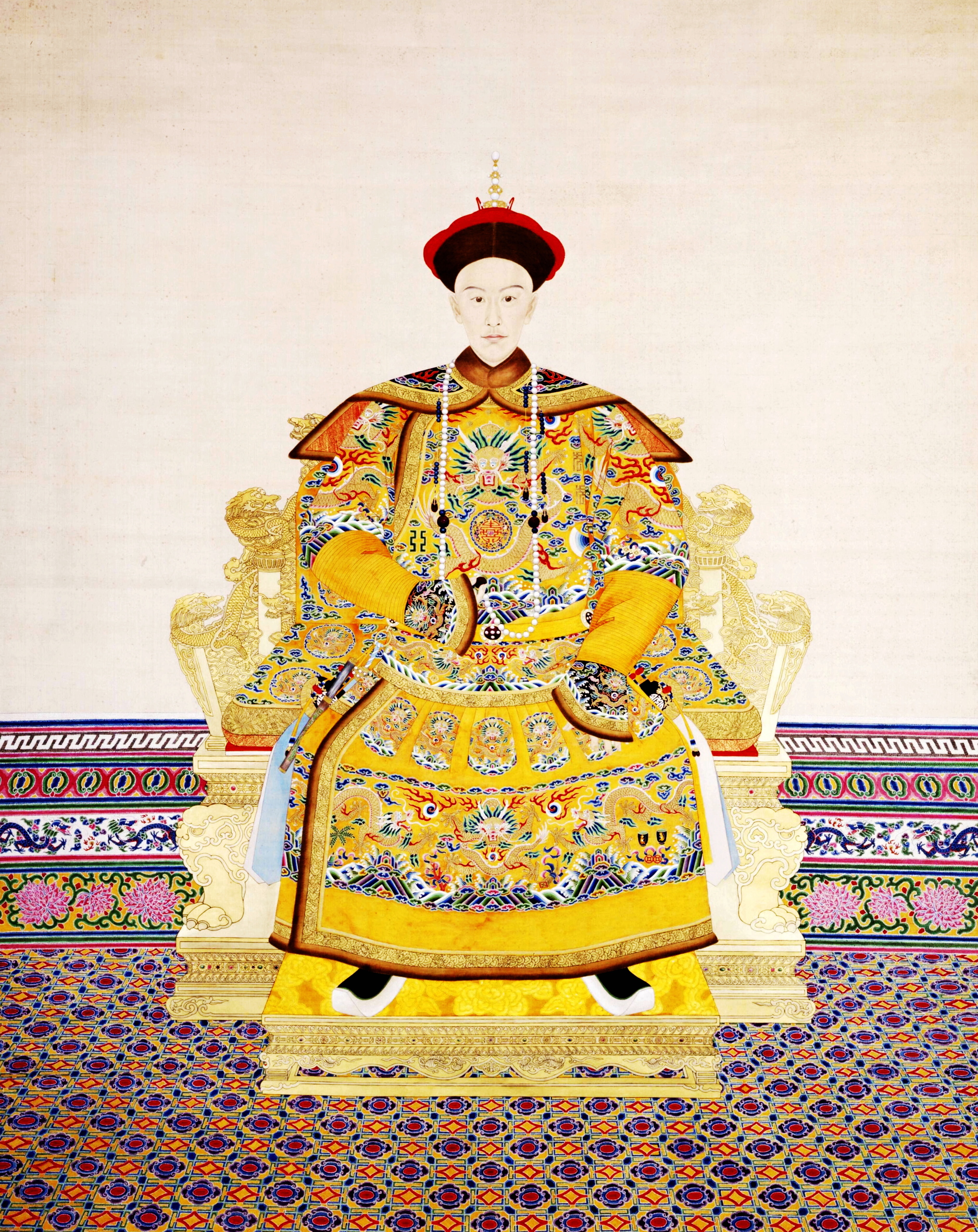
Împăratul Guangxu al Chinei
Mihail Jora, compozitor român

- 1862: Prințul Heinrich al Prusiei, fratele mai mic al împăratului Wilhelm al II-lea (d. 1929)
- 1865: Dmitri Merejkovski, scriitor rus (d. 1941)
- 1865: Guido Castelnuovo, matematician italian (d. 1952)
- 1867: John Galsworthy, scriitor britanic, laureat Nobel (d 1933)
- 1871: Guangxu împărat al Chinei (d. 1908)
- 1875: Mstislav Dobujinski, pictor rus (d. 1957)
- 1876: Sibilla Aleramo, scriitoare italiană (d. 1960)
- 1886: Arthur Jeffrey Dempster, fizician canadiano-american (d. 1950)
- 1891: Mihail Jora, compozitor român (d. 1971)
- 1903: Eduardo Mallea, scriitor și diplomat argentinian (d. 1982)
- 1913: Fred Davis, jucător englez de fotbal (d. 1998)
- 1920: Alfred Gong, scriitor de limbă germană (d. 1981)
- 1922: Frédéric Rossif, regizor francez (d. 1990)
- 1924: Georges Prêtre, dirijor francez (d. 2017)
- 1933: Bryce Courtenay, scriitor australian (d. 2012)
- 1933: Richard R. Ernst, chimist elvețian (d. 2021)
- 1940: Arthur Laffer, economist american

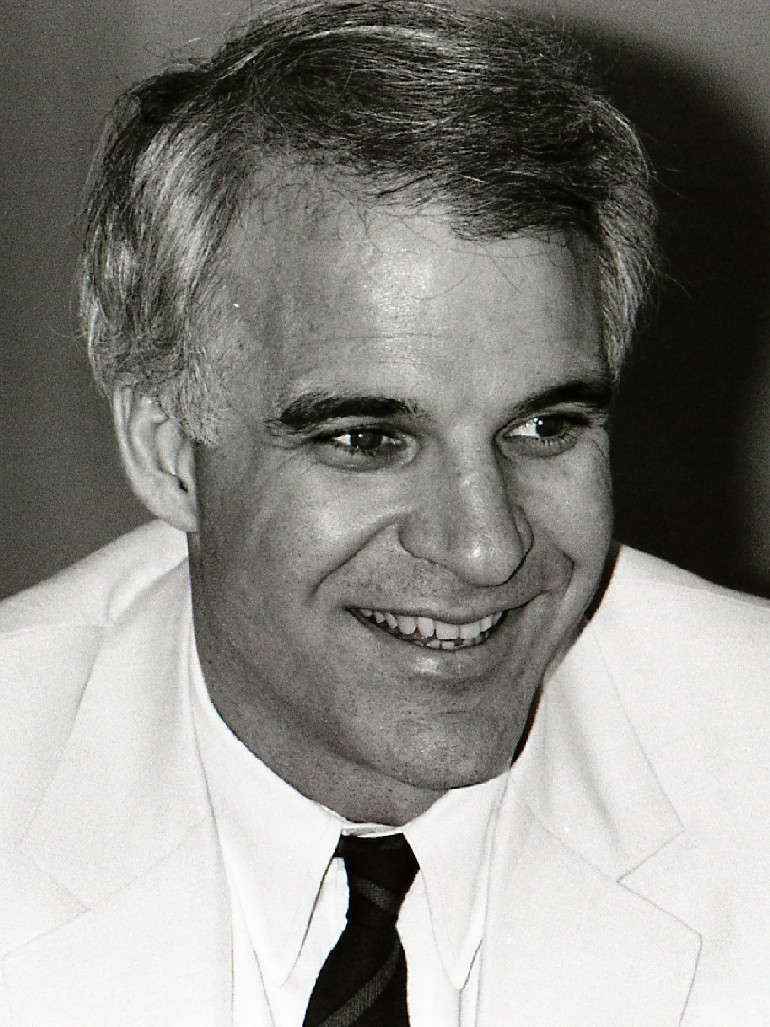
Steve Martin, actor american
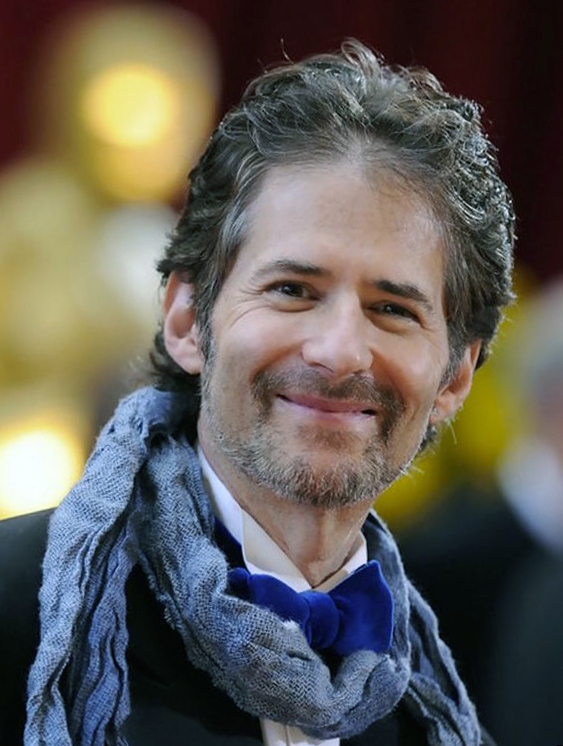
James Horner, muzician american
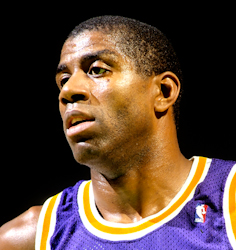
Magic Johnson, baschetbalist american

- 1945: Steve Martin, actor american de comedie
- 1945: Ioan Chezan, muzician și dirijor român
- 1945: Wim Wenders, regizor și fotograf german
- 1947: Danielle Steel, scriitoare americană
- 1948: Lucian Avramescu, jurnalist român (d. 2021)
- 1949: Morten Olsen, fotbalist și antrenor danez
- 1952: Carl Lumbly, actor american de film, teatru și televiziune
- 1953: James Horner, muzician american (d. 2015)
- 1954: Christian Gross, fotbalist și antrenor elvețian
- 1954: Răzvan Vasilescu, actor român
- 1959: Magic Johnson, jucător de baschet american
- 1959: Marcia Gay Harden, actriță americană
- 1960: Sarah Brightman, cântăreață de operă și actriță britanică
- 1960: Radu Paraschivescu, prozator, traducător și jurnalist român
- 1963: Valentina Cozma, handbalistă română
- 1964: Andrew Kevin Walker, scenarist american
- 1966: Halle Berry, model și actriță americană
- 1966: Freddy Rincón, fotbalist columbian

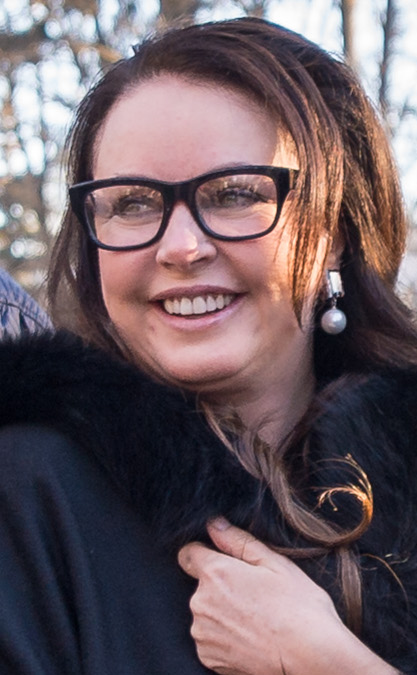
Sarah Brightman, cântăreață de operă britanică
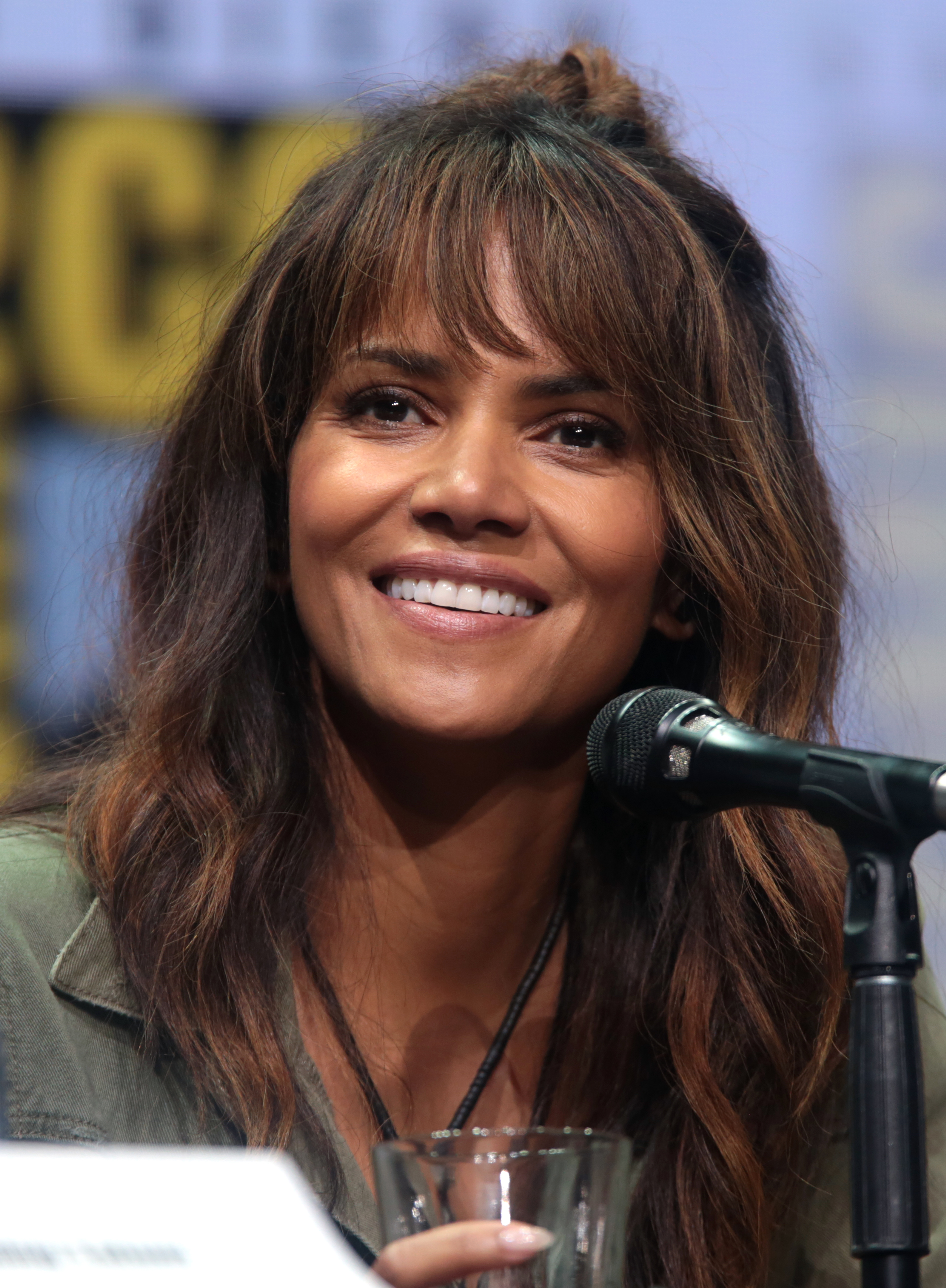
Halle Berry, actriță americană
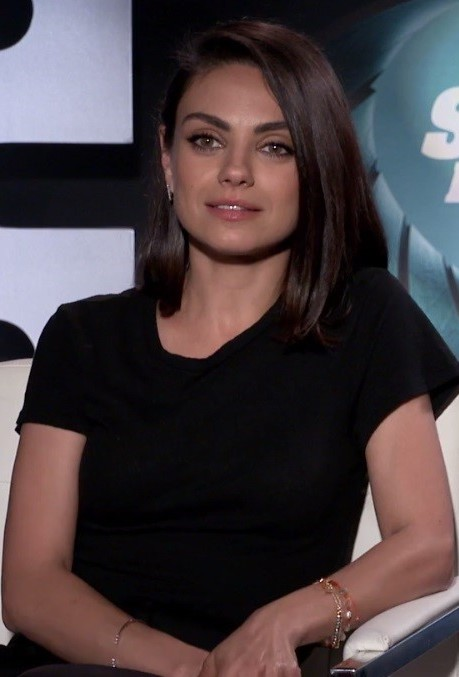
Mila Kunis, actriță americană

- 1968: David McKenna, scenarist și producător american de film
- 1973: Jay-Jay Okocha, fotbalist nigerian
- 1978: Marcel Fischer, scrimer elvețian
- 1979: Rudi Stănescu, handbalist român
- 1983: Mila Kunis, actriță americană
- 1983: Heiko Westermann, fotbalist german
- 1984: Giorgio Chiellini, fotbalist italian
- 1984: Nemanja Jovanović, fotbalist sârb
- 1985: Christian Gentner, fotbalist german
- 1989: Ander Herrera, fotbalist spaniol
- 1992: Nzingha Prescod, scrimeră americană
- 1992: Marijeta Vidak, handbalistă croată
- 1994: Artur Jorge Marques Amorim, fotbalist portughez
- 2004: Alessia-Maria Raiciu, baschetbalistă română, multiplă campioană națională la baschet 5x5 și 3x3

## Decese
- 0582: Tiberiu al II-lea Constantin, împărat al Imperiul Bizantin (n. 540?)
- 1040: Duncan I al Scoției (n. 1001)
- 1433: Ioan I al Portugaliei (n. 1357)
- 1464: Papa Pius al II-lea (n. 1405)
- 1587: Guglielmo Gonzaga, Duce de Mantua (n. 1538)
- 1754: Maria Anna de Austria, regină consort a Portugaliei (n. 1683)
- 1784: Michael Hißmann, filosof german din Transilvania (n. 1752)
- 1822: James Dickson, botanist, horticultor și micolog scoțian (n. 1738)
- 1912: Prințesa Elisabeta de Saxonia, ducesă de Geneva (n. 1830)
- 1939: Lucienne Bisson, artistă franceză (n. 1880)
- 1942: Maximilian Kolbe, preot polonez (n. 1894)
- 1941: Paul Sabatier, chimist francez, laureat al Premiului Nobel în 1912 (n. 1854)

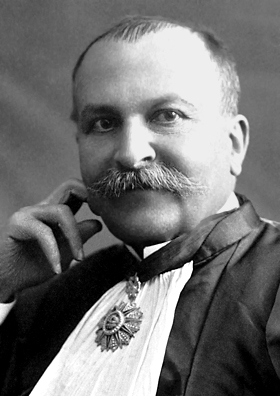
Paul Sabatier, chimist francez, laureat Nobel
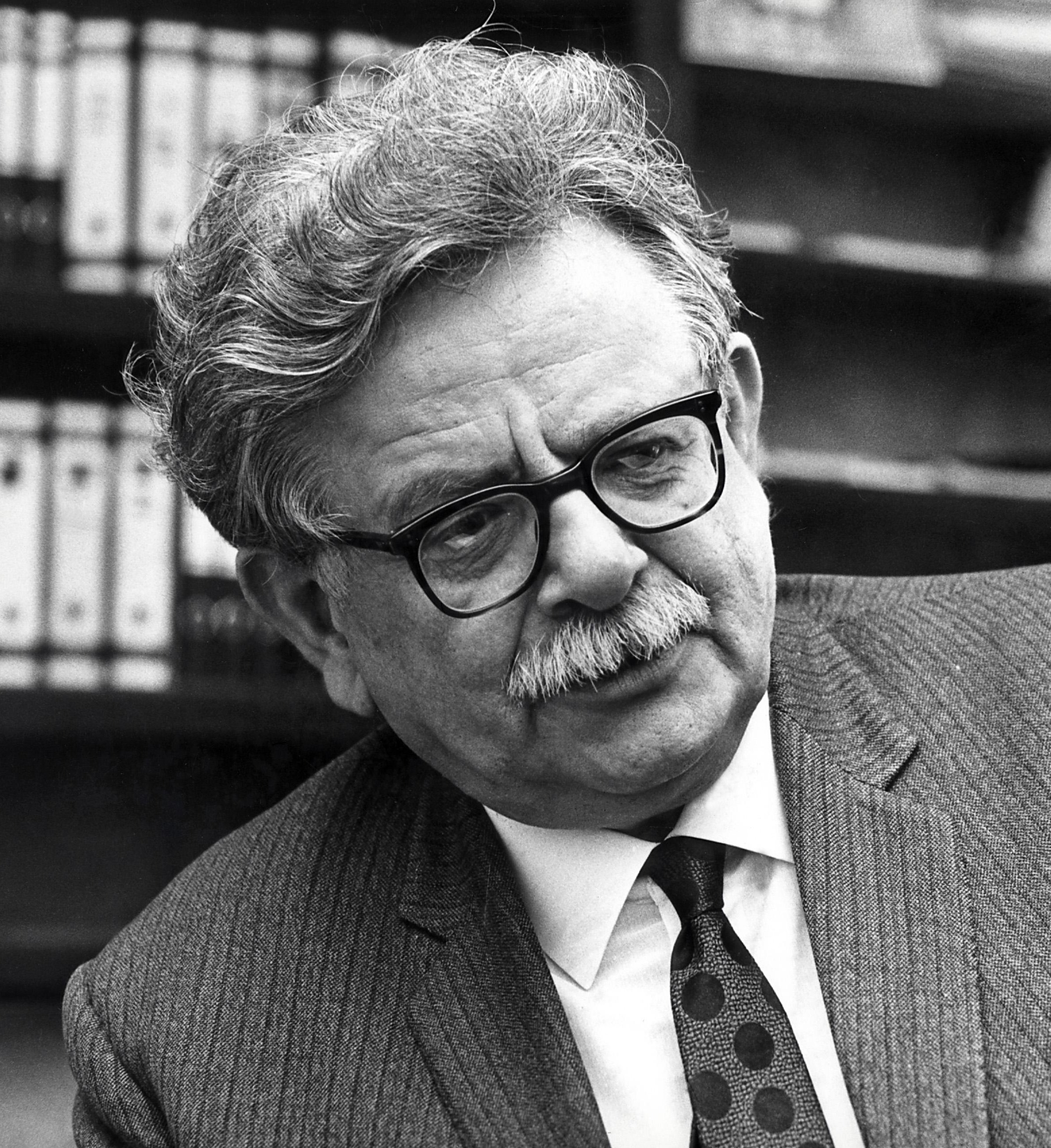
Elias Canetti, scriitor englezo-austriac, laureat Nobel
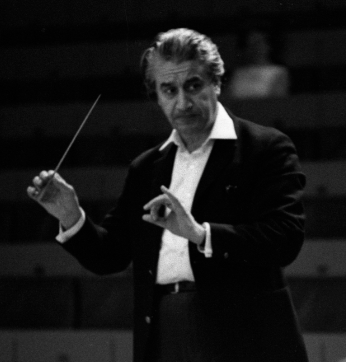
Sergiu Celibidache, dirijor și compozitor român

- 1956: Bertolt Brecht, poet, dramaturg și regizor german (n. 1898)
- 1958: Frédéric Joliot-Curie, fizician francez, laureat al Premiului Nobel (n. 1900)
- 1959: Nicolae Dărăscu, pictor român (n. 1883)
- 1959: Pál Jávor, actor arădean stabilit în Ungaria (n. 1902)
- 1972: Jules Romains, poet, prozator, dramaturg francez (n. 1885)
- 1981: Karl Böhm,  dirijor austriac (n. 1894)
- 1984: Vasile Lovinescu, eseist, dramaturg român (n. 1905)
- 1988: Enzo Ferrari (n. Enzo Anselmo Giuseppe Maria Ferrari), pilot de curse și anteprenor italian, fondatorul Scuderiei Ferrari și companiei auto Ferrari (n. 1898)
- 1991: Alfred Kittner, poet german (n. 1906)
- 1994: Elias Canetti, scriitor englezo-austriac, laureat Nobel (n. 1905)
- 1996: Sergiu Celibidache, dirijor și compozitor român stabilit în Franța, membru de onoare (1992) al Academiei Române (n. 1912)
- 2004: Czesław Miłosz, scriitor polonez, laureat Nobel (n. 1911)
- 2022: Alessia-Maria Raiciu, jucătoare de baschet română (n. 2004)
- 2021: Dan Puican, actor și regizor român (n. 1933)
- 2024: Gena Rowlands, actriță americană (n. 1930)

## Sărbători
- calendarul creștin ortodox: Înainteprăznuirea Adormirii Maicii Domnului; Sf. Prooroc Miheia;
- calendarul romano-catolic: Maximilian Kolbe, preot
- Pakistan: Ziua Independenței
- Paraguay: Ziua steagului